# Липск
Липск (пољ. Lipsk) град је у Пољској у Војводству подласком. По подацима из 2012. године број становника у месту је био 2476.

## Становништво
| 2012. |
| ----- |
| 2.476 |